# ロックマン9 野望の復活!!
『ロックマン9 野望の復活!!』（ロックマンナイン やぼうのふっかつ!!、ROCKMAN 9）は、2008年9月24日にカプコンよりダウンロード販売専用ソフトとして配信されたアクションゲームである。

## 概要
初代ロックマンシリーズの第9作。初代シリーズのナンバリングタイトルは、前作『ロックマン8 メタルヒーローズ』以来約11年8ヶ月振りとなる。グラフィックやBGM、SE、操作など、ファミコンの新作という意識でドット絵を使って制作されており、オプションでレガシーモードをONにすることでキャラクターが多数表示された場合にファミコン（ファミリーコンピュータ）と同じようにキャラクターのちらつきが発生する。特に最初期の作品を踏襲した要素が強く、操作面では『ロックマン3 Dr.ワイリーの最期!?』以降で加わったスライディングや『ロックマン4 新たなる野望!!』以降で加わったチャージショットなどができなくなっており、サウンド面では『ロックマン2 Dr.ワイリーの謎』からそのまま流用されたBGMやSEが複数存在する。ステージ構成やシステム面では、スーパーファミコンで製作された『ロックマン7 宿命の対決!』以降に適用されたオープニングステージ、8大ボス4体撃破後の中間ステージ、「ワイリーステージをクリアするごとにステージセレクト画面に戻る」といった要素も廃止されている。
本編は8つの選択ステージ、ワイリーステージ（4ステージ）の計12ステージから構成されている。また、ゲーム中に特定条件をクリアすることで達成される全50種類のチャレンジ要素、全世界のユーザーとクリアタイムを競えるタイムアタックモードなど、やり込み要素も各種存在する。この他、有料ダウンロードによる、ステージやモードの追加コンテンツが用意されている。
日本では当初Wii用のWiiウェアのみでの提供だったが、翌2009年6月にPlayStation 3用のPlayStation NetworkとXbox 360用のXbox Live Arcadeでも配信開始され、2010年12月には携帯アプリ版も配信された。XBLA版は2017年1月12日より『ロックマン10 宇宙からの脅威!!』、『Beat'n Groovy』と共にXbox Oneの後方互換に対応した。
Playstation 4、Xbox One、Nintendo Swich、Microsoft Windows用ソフト『ロックマン クラシックス コレクション2』にも収録されている。こちらは全てのダウンロードコンテンツを収録している。

## ストーリー
ロックマンの度重なる活躍により平和を取り戻した世界だったが、ある日世界中でロボットが暴れだし、再び混乱が訪れた。
誰もがまたワイリー博士の仕業だと思ったが、なんと暴れているロボットの製作者はライト博士であることが判明。同時に流れたワイリー博士の証言でライト博士が世界征服をほのめかしていたことが伝えられ、ライト博士の研究所に抗議が殺到する。
ロックマンはライト博士の汚名返上、そして暴れているロボットを止めに再び立ち上がるのだった。

## ゲームモード
GAME START
NEW GAME
本編を最初から始める。このモードはランキングに反映され、クリアするのにかかった時間が記録される。
LOAD
前回ステージをクリアした時とゲームオーバーになった時にセーブした所から再開できる。セーブデータは最大8個まで保存可能で、保存されるのはクリアした選択ステージと入手した特殊武器、サポートアイテム、ネジ、アイテム、残り人数とプレイ時間、そして非表示だがコンティニュー回数も記録される。追加コンテンツで購入したスペシャルゲームも同様にセーブ可能で途中から再開できる。なお、ワイリーステージでゲームオーバーになってセーブしてどんなに進んでも再開は必ずワイリーステージの最初からになる（ファミコン版と同様の仕様）。また、ゲームクリア時のセーブデータをロードすると、残り人数とネジを引き継いだ状態で最初から始めることができる。
『ロックマン クラシックス コレクション2』を除き、追加コンテンツのデータを消去するとスペシャルゲームのセーブデータを読み込むことができず、プレイすることはできない。再度読み込むようにするには、再ダウンロードするかバックアップで保存されている追加コンテンツのデータを本体に移せば読み込めるようになる。
TIME ATTACK
本編でプレイした各ステージをミスしないようにどれだけ早くクリアできるか挑戦でき、特殊武器とサポートアイテムを全て使うことができる。これらのステージには武器エネルギーの小・大とライフエネルギーの小・大以外のアイテムは一切出現しない。最初からプレイできるステージは選択ステージ8つのみで、それ以降のステージはクリアすることでプレイできるようになる。また、追加コンテンツを購入することでこのモードのみの専用ステージをプレイできる。ネットワークに接続して全世界のランキングに登録したり見ることができる。このモードのプレイ内容はチャレンジ項目に反映されない。
『ロックマン クラシックス コレクション2』ではスペシャルステージを含めて、本編を1度クリアするか、隠しコマンドを入力すると解放される。また、本編のゲームモードにはこの項目はなく、ゲーム選択の『チャレンジ』という別モードに移行されており、そこで選ぶ必要がある。
ENDLESS ATTACK
追加コンテンツを購入することで遊べるようになる。無限に続くステージをミスするまでひたすら進んでいく。ステージ構成は4〜6画面程度のもの（以下便宜上「フロア」と呼ぶ）同士がワープポイントで繋がっており、最奥のワープポイントに入ると、ランダムで次のフロアに転送され、それを繰り返して進んでいく。
タイムアタックと同様に特殊武器とサポートアイテムを全て使うことができる。また、武器エネルギーの小・大とライフエネルギーの小・大以外のアイテムは一切出現しない。モード終了後に何画面分進んだかの成績が記録され、ネットワークに接続して全世界のランキングに登録したり見ることができる。
登場するフロアには歴代シリーズに登場したステージに似た構成も多数存在する。また一定の画面数を経過するごとに選択ステージのボスの中からランダムで1体と戦うフロアに入り、ボスに勝たないと先へ進むことができないようになっている。
このモードのプレイ内容はチャレンジ項目に反映されない。
『ロックマン クラシックス コレクション2』では本編を1度クリアするか、隠しコマンドを入力すると解放される。また、本編のゲームモードにはこの項目はなく、ゲーム選択の『チャレンジ』という別モードに移行されており、そこで選ぶ必要がある。
SPECIAL GAMES
これらは追加コンテンツを購入することで遊べるようになる。また、これらはチャレンジ項目とネットワーク対応のランキングには反映されない。本編と同様に進行状況をセーブ可能。
『ロックマン クラシックス コレクション2』では本編を1度クリアするか、隠しコマンドを入力すると解放される。
HERO MODE
本編より敵が多く、一部の仕掛けとアイテムの配置が厳しくなり、本編より難しくなったモード。
SUPER HERO MODE
敵がヒーローモードよりさらに増加され、一部の仕掛けとアイテムの配置もさらに厳しくなったモード。
BLUES MODE
本編をブルースでプレイできるモード。ロックマンにはなかったスライディングやチャージショットのアクションができる上、ジャンプ中に盾を構えて敵の弾を跳ね返すことができる。また、ロックマンのサポートアイテムであるラッシュコイルとラッシュジェットが、それぞれブルースコイルとブルースジェットとなっており（性能は同じ）、ロックマンの相棒であるラッシュは登場しない。なお、ブルースジェットは最初から使えるようになっている。
上記の点ではロックマンより優れているが、代わりに受けるダメージがロックマンよりも多く、ノックバックでのけぞる距離が長くなり、更にバスターで一度に撃てる数が2発までと連射力が低下し（サポートアイテムを使用時のみ3発まで撃つことができるが、チャージショットができなくなる）、加えて移動速度とジャンプ力もロックマンと比べ若干低下している。ステージ中にネジが出現しないため、ライト研究所でアイテムの交換はできない。また、シナリオは存在しない。

CHALLENGE LIST
本編で様々な条件（特殊武器を使わずにステージクリアなど）を満たしていくとチャレンジ項目を達成したことになり、達成項目に王冠マークが付く、というやり込み要素。プレイ中にボタンを押すことで、いつでもチャレンジ項目のリストと条件を確認できる。チャレンジ項目は全部で50個あり、全て達成することで達成率が100%になる。
『ロックマン クラシックス コレクション2』では本編のゲームモードにはこの項目はなく、ゲーム選択の『チャレンジ』という別モードに移行されており、そこで選ぶ必要がある。

RANKINGS
ネットワークに接続して以下の3つの全世界のランキングを見ることができる。順位に載るのは10位までである。また、タイムアタックとエンドレスアタックはRANKINGを選ぶことでも見ることができる。ただし、何度も接続するとしばらくの間接続できない状態になり、これは通信の負担を防止するためである。
『ロックマン クラシックス コレクション2』では本編のゲームモードにはこの項目はなく、ゲーム選択の『チャレンジ』という別モードに移行されており、そこで選ぶ必要がある。また、ネットワークを利用した全世界のランキングは見れなくなっている。
TIME ATTACK RANKING
タイムアタックでプレイした各ステージの時間のランキングを見ることができる。
ENDLESS ATTACK RANKING
追加コンテンツ "ENDLESS ATTACK" 購入後に選ぶことができる。エンドレスアタックで進んだ距離（単位は画面）を見ることができる。
ALL CLEAR RANKING
本編でクリアにかかった時間を見ることができる。また、このランキングは順位に載っているプレイヤーを選ぶと、チャレンジ項目の達成した内容を見ることができる。

GAME MANUAL
PS3版のみの項目。取扱説明書のように操作方法やアイテムの種類や特殊武器の性能などの説明を見ることができる。
OPTIONS
ボタン配置の設定やレガシーモードの設定やプレイヤー名の再入力ができる。レガシーモードはちらつきの設定で、これをONにするとキャラクターが多数表示の時、ファミコンと同じようにちらつきが発生するようになる。プレイヤー名はランキングやチャレンジリストに使う。
DOWNLOADABLE CONTENT
Wii版とXbox 360版のみの項目。ネットワークに接続して、有料の追加コンテンツを購入することができる。購入するには事前にポイントをチャージしないと購入できない。1度ダウンロードすれば追加コンテンツのデータを消去しても、再ダウンロードは無料である。ダウンロードした追加コンテンツはバックアップで保存することができるが、本体に移すことができるのはバックアップした本体のみである。PS3版の場合はこの項目がないので、PlayStation Storeで購入することになる。
『ロックマン クラシックス コレクション2』では予め全ての追加コンテンツが収録されているため、この項目は用意されていない。ただし、追加コンテンツを遊ぶためには、本編を1度クリアするか、隠しコマンドを入力する必要がある。

## 登場キャラクター

### メインキャラクター
DRN.001 ロックマン（Rockman）
ワイリーが行方をくらませて以降長らく戦闘していなかったが、ライト博士に着せられた汚名の返上と事件解決のため久々に出動する。
DRN.002 ロール（Roll）
ライトによって作られた家庭用ロボット。ライトットと一緒に研究所で待機している。服装が『ロックマン8』以降のものではなく、ファミコンの頃と同じものになっている。ネジと交換することで服の変更が可能（コスチュームを変えているとエンディングに登場する姿も同様のものになる）。
Dr.ライト（Dr. Right）
ロックマンらの製作者。暴れていたロボットたちが自分の設計した工業用ロボットだったことで、ワイリーの電波ジャックで放映された偽映像によって罪を被せられてしまう。
ライトット（Rightot）
ライト博士の助手をしているロボット。制作者自体は不明。捕まってしまったライト博士に代わってサポートをする。なお、ライトットはスーパーファミコンの『ロックマン7』からのキャラクターのため、本作で初めて「ファミコングラフィックのライトット」が描かれた。
DRN.000 ブルース（Blues）
ライトによってロックマン以前に作られた戦闘ロボット。本編には終盤のみの登場だが、追加コンテンツでプレイヤーとして操作できる。
Dr.ワイリー（Dr. Wily）
長い期間姿を潜めていたが本作にて久々に行動を起こし、ライト博士に汚名を着せるとともに、事態収拾のためのロボット開発費と称して資金集めを企む。
ラッシュ（Rush）
ロックマンをサポートする犬型ロボット。
コイルでジャンプ台になったり、ジェットに変形して空を飛んだりしてサポートする。
ブルースモードではブルース専用のサポートになっているので、登場しない。
エディー（Eddie）
ロックマンをサポートするアイテム運搬用ロボット。
エディーコールのアイテムがあると、ランダムでアイテムを5つ運んでくる。
ブルースモードではアイテムの購入ができないため、登場しない。
ビート（Beat）
ロックマンをサポートする鳥型ロボット。
ビートコールのアイテムがあれば、1度だけ落下しそうな場所に落ちても助けに来てくれる。3つあれば最大3回まで助けてくれる。
ブルースモードではアイテムの購入ができないため、登場しない。

### ボスキャラクター

#### 選択ステージのボスキャラクター
いずれもライト博士が製作した作業用ロボットだが、法律によって定められた使用期限が過ぎスクラップにされるところに、ワイリーの「もう一度人間のために働ける」という口車に乗せられたことで配下に改造され、各地で破壊活動を行う。
エンディングでは皆正常に復活し、それぞれ平和に過ごしている様子が描かれている。
本作では『ロックマン1』と同じくライトナンバーズのボスキャラクターである。なお、ナンバリング作品として本作のみ、唯一の女性ボスキャラクターが存在する。
DRN.065 コンクリートマン（Concreteman）
ダム建設用に作られた、大柄な職人気質のロボット。性格は真面目で、仕事をさぼる部下には厳しく接する。巨体ならではのパワーと、素早く軽快な動きを併せ持つ。
エンディングでは、自分たちを操ったワイリーを追い回している様子が描かれる。
『ロックマン クラシックス コレクション2』のミュージアムモードに収録された設定資料によると、初期案では「セメントマン」という名称だった。
DRN.066 トルネードマン（Tornadoman）
装備しているトルネード発生装置を使い、上陸前の竜巻を相殺して被害を未然に防ぐために作られた、空中気象調整所のロボット。トルネード発生装置で局地的な突風を巻き起こし攻撃する。
『ロックマン10 宇宙からの脅威!!』では、過去のシリーズに登場したボスロボットたちの能力をコピーしたボス「ウェポンアーカイブ」の『9』のボス代表として選ばれている。
エンディングでは、ロックマンと共にいる姿が描かれる。
『クラシックス コレクション2』のミュージアムモード収録資料によると、初期案は「ウェザーマン」となっており、デザインは最初期案によると気象衛星を元のデザインされておりトルネードマンとは外見が大きく異なるが、特殊武器は「ハリケーンブロー」となっており気象制御による風を武器をすることは決まっていた模様。
DRN.067 スプラッシュウーマン（Splashwoman）
人魚のような容姿をした海難救助のためのロボット。ロックマンシリーズでは初の女性ボスキャラクター。美声の持ち主であり、趣味はカラオケ。芸能界からの誘いもあるが、断っている。
エンディングでは、ライトットに写真撮影をされる様子が描かれる。
『クラシックス コレクション2』のミュージアムモード収録資料によると、初期案では半魚人のような外見の男性型ロボット「オーシャンマン」で（後述のようにホーネットマンの初期案が女性型ロボットとなる予定だった）、特殊武器はスプラッシュウーマン同様「レーザートライデント」に決定していたが、槍を持つのではなく右腕のバスタからビーム状の槍の穂先を発振する形だった。
DRN.068 プラグマン（Plugman）
コンセントのプラグのような姿をしたライン監視ロボットで、テレビ工場に勤めていた。
エンディングでは、ラッシュと共に家電量販店に買い物に行く様子が描かれる。
『クラシックス コレクション2』のミュージアムモード収録資料によると、初期案は「プラズママン」で頭部とバスターがプラグ状なのはプラグマンと共通しているが、胴体がプラズマボールとなっていた。
DRN.069 ジュエルマン（Jewelman）
ダイヤモンド鉱山で研磨作業を担当していた、目立ちたがり屋で手先が器用なロボット。
エンディングでは、ロールに宝石を見せている。
『クラシックス コレクション2』のミュージアムモード収録資料によると、初期案は「ダイヤモンドマン」で、デザインはジュエルマンとほとんど変わりないが宝石の色合いがピンクではなく青色が基調で、また最初期案資料ではオマカキャラだという設定であった。
DRN.070 ホーネットマン（Hornetman）
フラワーテーマパークの管理を行う、植物に対して豊富な知識を持つハチの巣のような姿のロボット。胸のハッチからハチ型の小型ロボットを射出できる。
趣味はガーデニングで、エンディングではビートと共に行っている様子が見られる。
『クラシックス コレクション2』のミュージアムモード収録資料によると、初期は「ハニーウーマン」という女性型ロボットで、その後男性型に変更となった後も初期は「スティングマン」という名称で右腕がハチの針になっているなどホーネットマンとは大きく異なっていた。
DRN.071 マグママン（Magmaman）
地熱発電所の安全管理ロボットで、マグマの中でも活動できる。ロボットでありながら温泉が趣味であり、効能なども説明できるほど詳しい。
エンディングでは、ライト博士のために風呂を沸かしてあげている。
『クラシックス コレクション2』のミュージアムモード収録資料によると、最初期から「マグママン」という名称に決まって変更されておらず、両腕はバスターになって頭部が火山を模している（決定稿のマグママンは肩も火山になっている）ことも初期段階から決まっていた。
DRN.072 ギャラクシーマン（Galaxyman）
宇宙研究所の助手ロボットで、高い演算能力を持つ。アダムスキー型UFOのような姿をしており、手足を格納して飛行することも可能。
エンディングでは、ブルースが見つめる先の上空を飛行している姿（小さなシルエット）が描かれる。
『クラシックス コレクション2』のミュージアムモード収録資料によると、初期段階では「スペースマン」という名称で、ブラックホールを武器とすることも決まっていた。

#### その他のボスキャラクター
スパイクプッシャーズR＆B（Spike Pushers Red & Blue）
ワイリーステージ1のボス。4つの通路にそれぞれ鬼を模した顔があり、触れると即ミスとなるトゲ付の鉄球を、口から吐く弾でこちら側へと押してくる。鉄球はこちらの攻撃で押し返せるため、それを利用してぶつけることで顔を破壊していく。一度ロックマン側の壁まで鉄球を押し切った後は、直接ロックマンを狙って弾を撃ってくるようになる。
メガメックシャーク（Mega Mec Shark）
ワイリーステージ2のボス。3画面分におよぶ巨大なサメ型の飛行メカ。弱点は尾・胴体のハッチ・頭部（口）と3箇所あり、それぞれが別個のライフエネルギーゲージを持ち、弱点武器も異なっている。スペシャルステージにも中ボスとして登場する。
ツインデビル（Twin Devil）
ワイリーステージ3のボス。これまでのシリーズ作品に登場した「イエローデビル」と同様の性質を持ち、それぞれ緑色とオレンジ色をした、2つのゼリー状の物体の一方に核が埋め込まれている。両者の間で分裂と合体を繰り返し、分裂中に混じって移動する核に攻撃することでダメージを与える。
ワイリーマシン（Wily Machine）
ワイリーステージ4のボス。恐竜の姿をした戦闘メカ。
第1形態は前後に移動しながら地面でバウンドする卵型爆弾を吐き出してくる。この卵型爆弾を攻撃してはね返し、口でちょうど爆発させることでしかダメージを与えられない。
第2形態はコックピットが露出し、口からの火炎放射と体当たりで攻撃し、倒すとそれまでのシリーズ作品と同様「ワイリーカプセル」が登場する。
本機は、ナンバリング作品では初めて名称の末尾の「～号」の表記がなくなっている。
フェイクマン（Fakeman）
オープニングでライト博士を逮捕した警官ロボット。その正体はライト博士を誘拐するためにDr.ワイリーが作ったニセ警官で、「悪心回路」という自ら進んで悪事を働くことを考え、行動する回路が装備されている。エンディングでは複数体が登場しているが、その理由などは不明。
ダウンロードコンテンツ「スペシャルステージ」のボスキャラクターとして登場し、6連発銃で攻撃する。

## 特殊武器
コンクリートショット（Concrete Shot） - コンクリートマンを撃破 - 消費エネルギー（2）
速乾コンクリートの弾を発射し、地形・敵・一部の敵弾に着弾するとブロックに変化し（敵または敵弾の場合はその対象ごとブロック化する）、足場として使うことができる。ブロックは一定時間経つか上に乗ることで消滅。また、マグマの池や流れるマグマにぶつけると、一定時間マグマが固まり、上に乗ることができる。
トルネードブロー（Tornado Blow） - トルネードマンを撃破 - 消費エネルギー（7）
画面全体にトルネードを発生させ、重い敵にはダメージを与え、軽い敵は画面外に吹き飛ばす。またトルネードが出ている間はジャンプ力が上がり、プロペラつきの足場の所で使うと足場が高く浮く。消費エネルギーは本作でも最も大きい。
レーザートライデント（Laser Trident） - スプラッシュウーマンを撃破 - 消費エネルギー（0.5）
トライデントの形をした貫通弾。また、特定のブロックやコンクリートショットで固めた流れるマグマを壊すことができる。威力と連射性能が高く、通じる敵であれば1発で倒せなくとも貫通して後ろの敵にダメージを与えることが可能。
プラグボール（Plug Ball） - プラグマンを撃破 - 消費エネルギー（0.5）
地面や壁、天井に沿って進むプラズマ弾。空中では真下に発射された後、接触した地形に沿って進む。性質上、複雑に入り組んだ地形越しの敵を攻撃できる一方、上空の敵には当てることができない。消費エネルギーは少なく、連射が効く。
ジュエルサテライト（Jewel Satellite） - ジュエルマンを撃破 - 消費エネルギー（4）
4つのジュエルがロックマンの周囲を回転するバリア系武器。特定の敵弾を無限に跳ね返せる他、ロックバスター一発で倒せるような弱い敵や、威力の低い攻撃には当たっても消滅することがない。前方へ発射することも可能。
ホーネットチェイサー（Hornet Chaser） - ホーネットマンを撃破 - 消費エネルギー（1）
敵を追尾するハチ型のメカを発射する。画面内に存在する（E缶、M缶以外の）アイテムを回収してくれる。敵とアイテムが両方ある場合は、敵への攻撃を優先する。同時に3体まで発射可能。
マグマバズーカ（Magma Bazooka） - マグママンを撃破 - 消費エネルギー（通常：0.5、チャージ：3）
火炎弾を3方向（前方・斜め上・斜め下）同時に発射する。ボタンを押し続けチャージすることによって、弾も巨大になり威力も上昇する。
ブラックホールボム（Black Hole Bomb） - ギャラクシーマンを撃破 - 消費エネルギー（4）
発射後、十字キーの上下で軌道を操作できる爆弾。その状態ではダメージを与えられず、もう一度ボタンを押して爆発させることで小規模のブラックホールを作り出し、その周囲の敵を吸い込み消滅させる。通常では破壊できないような敵や、敵が発射した弾も消滅させることが可能。消費エネルギーは大きいが強力。
『大乱闘スマッシュブラザーズ for Nintendo 3DS/Wii U』では、ロックマンの「最後の切りふだ」の始動技として登場する。

### その他の特殊武器
ラッシュコイル（Rush Coil） - 最初から使用可能 - 消費エネルギー（2）
上に乗ると通常より大きくジャンプできる。
ブルースコイル（Blues Coil） - 最初から使用可能 - 消費エネルギー（2）
ブルースでのラッシュコイルに当たるメカ。外見は異なるが性質は同一。
ラッシュジェット（Rush Jet） - 選択ステージを5つクリア - 消費エネルギー（-）
ラッシュが飛行形態に変形する。乗ると前方に一定速度で移動し、十字キー上下で高さ調整と後ろで減速ができる。
ブルースジェット（Blues Jet） - 最初から使用可能 - 消費エネルギー（-）
ブルースでのラッシュジェットに当たる飛行メカ。外見は異なるが性質は同一。

## アイテム
ライト研究所に行って集めたネジでアイテムと交換することができる。アイテムの中にはステージ中に配置されている物がある。ブルースモードではライト研究所に行けないので、研究所でしか交換できないアイテムは入手できず、ステージ中でネジも出現しない。
ネジ
大と小の2種類あり、大が20個分で小が2個分のネジになる。ステージ中で配置されていたり敵を倒したりエディーコールで入手できる。集めたネジはライト研究所で個数に応じたアイテムと交換できる。
1UP
残り人数が1人増える。最大9人まで増える。ステージ中にも配置されていたり、エディーコールでも入手できる。
E缶
シリーズお馴染みの体力全回復のストックアイテム。最大9つまでストック可能。ステージ中にも配置されていたり、エディーコールでも入手できる。
M缶
ライフと全ての特殊武器のエネルギーを全回復できるが、1つしかストックできない。また、ライフと全ての特殊武器のエネルギーが満タンである状態で敵がいる所で使うと何かが起こる。ステージ中にも配置されている。
エネルギーバランサー
特殊武器を非装備の状態で武器エネルギーを取ると、消費量がもっとも大きい特殊武器を自動的に回復する。
エディーコール
エディーを呼び出して、ライフエネルギー小・大と武器エネルギー小・大とE缶とネジ小・大と1UPの中からランダムで5つ持ってきてくれる。
ビートコール
落下ミスになりそうな穴に落ちても、自動的にビートが助けにきて少しの間だけ移動のボタンで自由に飛ぶことができる。ジャンプのボタンを押したり時間が経つとビートは帰って行く。ビートが来ると1つ無くなる。最大3つまでストックできる。
ショックガード
即死ミスになるトゲや溶岩などに当たってもミスにならない。1回当たると1つ無くなる。最大3つまでストック可能。
ガードアップ
1ステージの間だけダメージを受ける量が半分になる。ミスをしたりステージをクリアすると無くなる。
ヘアスタイルブック
ヘルメットを外したロックマンになるが、ダメージを受ける量が2倍になってしまう。ミスをしたりヘルメットを買うと元のロックマンに戻る。デメリットしか無いアイテムであるが、このアイテムに関わるチャレンジが用意されている。
ヘルメット
ヘルメットを外した状態で購入可能。通常のロックマンに戻る。
コスチューム
攻略上の効果は特にないが、ロールが『ロックマン8』の服装に変わる。この状態のままにするとエンディングでも同じ服装の状態で登場する。再度購入すると元に戻る。

## 開発
稲船はロックマンシリーズの醍醐味の「シンプルな面白さ」を復活させたいという思いを持ち続けた事から始まり、Wiiウェアの存在を知り、シンプルなゲーム性を持つロックマンシリーズと安価に提供する仕組みの相性が良かった事、当時の同時期にバーチャルコンソールでファミコン等のレトロゲームが良質と再評価された時期である事からロックマンをWiiウェアで復活するリクエストを出し、ファミコンの新作を作るアイデアは稲船から生まれ、開発を開始した。
ファミコンの新作を作るアイデアの苦労はある日途中までできた本作を稲船に確認したらファミコンらしさが再現した所、結果は半分以上没だと発覚し、結果は稲船が直接グラフィックチェックを行うことになり、8ビットでキャラクターや背景をどう作るのか、少ないアニメーションで表現する方法等と細かく、具体的に作りこまれて、「さすが原作者!」と他のスタッフが誉めるほど腕前が凄かったという。それ以降、ファミコンのグラフィックのクオリティが上がったという。
『2』のBGMがネットで大評判になった事を本作の音楽家も把握してるがそれを意識したのが「ファミコンの音楽」として作曲することになり、本作の音楽を『2』に負けない様にこだわって作曲したと言う。

## 他機種版
| No. | タイトル                              | 発売日        | 対応機種                     | 開発元                      | 発売元   | メディア             | 型式 | 売上本数 | 備考                            |
| --- | ------------------------------------- | ------------- | ---------------------------- | --------------------------- | -------- | -------------------- | ---- | -------- | ------------------------------- |
| 1   | ロックマン9 野望の復活! !             | 2010年12月1日 | iアプリ                      | カプコン                    | カプコン | ダウンロード         | -    | -        |                                 |
| 2   | ロックマン9 野望の復活! !             | 2010年12月2日 | EZアプリ                     | カプコン                    | カプコン | ダウンロード         | -    | -        |                                 |
| 3   | ロックマン クラシックス コレクション2 | 2017年8月10日 | PlayStation 4 Xbox One Steam | ナウプロダクション バレット | カプコン | BD-ROM・ダウンロード | -    | -        | 他シリーズの3作品との合同収録作 |
| 4   | ロックマン クラシックス コレクション2 | 2018年5月24日 | Nintendo Switch              | ナウプロダクション バレット | カプコン | ダウンロード         | -    | -        | 他シリーズの3作品との合同収録作 |

## その他
- 北米では、初日だけで約6万件ダウンロードされた[4]。
- CAPCOM USAでは、初期の『Mega Man』のパッケージアートを彷彿とさせる新作パッケージアートを作成し、NESソフトのパッケージを再現した"Mega Man 9 Press Kit"を200セット限定で販売した。この限定パッケージ版にはNESのカートリッジを模したCDケースが入っており、中にアートワークやスクリーンショットなどが収録された特典CD-ROMが収められている。ゲームそのものはライセンス上の問題により含まれておらず、代わりにゲームのダウンロード購入権がついている。同じパッケージアートが印刷されたTシャツも販売されている。
- 日本でも、ファミコン版のパッケージ（海外版ではなく日本版のもの）を髣髴させるイメージイラストが描き下ろされ、製品には使用されていないがWii・みんなのニンテンドーチャンネルで公開されていた特別映像『ゲームセンターCX番外編』の前編冒頭にて、スタッフがパーソナリティの有野晋哉にイラストがプリントされたボードを渡す場面があった。
  - また、同公開ムービーにて一部敵キャラクターの公式名称が登場していた[注釈 5]。